# 本間太郎右衛門
本間 太郎右衛門（ほんま たろうえもん、元禄6年（1693年） - 宝暦2年7月18日（1752年8月27日））は、江戸時代中期の篤農家、一揆指導者。名は貞蔵。

## 経歴・人物
佐渡雑太郡山田村の名主。
享保20年（1735年）佐渡奉行所から新田開発の許可を得て、国府川周辺の荒れ地を開拓し、元文2年（1737年）辰巳村を成立させる。翌年家督を長男に譲り、辰巳村に移住する。
寛延元年および2年（1748年、1749年）の年貢増徴に対し農民の不満が高まったため、太郎右衛門は頭取となり年貢減免要求など28カ条の訴状を起草する。のち寛永3年（1750年）に惣代を江戸に送る。更に翌年の2月、21名の連署で訴状を佐渡奉行所に提出する。結果、太郎右衛門は椎泊村緒方弥次右衛門と共に死罪となったが、訴状に書かれた内容はのちの佐渡奉行松平忠隆による宝暦改革に活かされた。

## 佐渡一国義民殿
1937年に建立され太郎衛門を祀る。